# 张林池
张林池（1911年—2002年10月30日），河北清苑人。中华人民共和国政治人物。
早年毕业于河北农学院、北京大学，后任晋察冀边区第三专署专员、边区政府实业处副处长。1947年，任华北人民政府农业部副部长。中华人民共和国成立后，任中央人民政府农业部办公厅主任。1951年9月，任中央人民政府农业部副部长。1956年，任农垦部副部长。1964年，任中共黑龙江省委书记处书记。